# هو كاي
هو كاي (بالصينية: 胡凱) هو منافس ألعاب قوى صيني، ولد في 4 أغسطس 1982 في تشينغداو في الصين.

## وصلات خارجية
- هو كاي على موقع الاتحاد الدولي لألعاب القوى (الإنجليزية)
- هو كاي على موقع أوليمبيديا (الإنجليزية)
- هو كاي على موقع اللجنة الأولمبية الصينية (الإنجليزية)